# اسپارک گپ

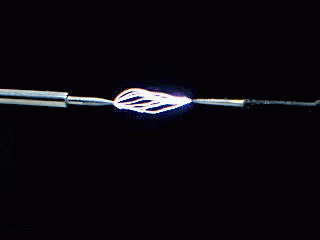
جرقهٔ بین دو الکترود

اسپارک گپ یا جرقه گیر (انگلیسی: Spark gap) دو الکترود فلزی است که با فاصلهٔ مشخص نسبت به یکدیگر قرار گرفته‌اند. این فاصله با توجه به کاربرد می‌تواند از هوا یا گازهای خاص مانند هگزا فلوراید گوگرد پر شده باشد.
اسپارک گپها به دو نوع Gas Tube و الکترونیکی Diac تقسیم می گردند.
در انواع Gas tube گاز موجود در داخل محفظه اسپارک گپ با افزایش اختلاف پتانسیل یونیزه شده و جرقه ایجاد می شود. این نوع اسپارک گپ ها با ایجاد محیط یونیزه و رسانا باعث ایجاد جرقه و اتصال الکتریکی می شوند.
در نوع های الکترونیکی Diacها وظیفه تشخیص اختلاف پتانسیل به عهده Diacها بوده و مسیر عبور جریان به صورت الکترونیکی و بدون ایجاد جرقه خطر آفرین فراهم می شود. 

## کاربردها

### فشار قوی
در کاربردهای فشار قوی شکل الکترودها کروی است. دو دلیل عمدهٔ این ساختار در زیر آمده است:
- یکنواخت بودن میدان الکتریکی بین دو گوی
- جلوگیری از ایجاد جرقهٔ نامطلوب (چراکه در قسمت‌های نوک تیز شکست زودتر رخ می‌دهد)[۱]

یکی از عمده مصارف اسپارک گپ ها در جلوگیری از انفجار در خطوط لوله انتقال مواد آتش زا (گازی، نفتی و پتروشیمی) می باشد.
نوع ضد انفجار آنها از نوع الکترونیکی میباشد. با توجه به این که در انواع الکترونیکی (Diacها) مسیر عبور جریان توسط قطعات نیمه هادی نظیر Diac ایجاد می شود، شرایط خطر آفرین به وجود نخواهد آمد. از این نوع اسپارک گپ ها که ضد انفجار نیز هستند در محیط هایی که مستعد آتش سوزی یا انفجار هستند نظیر پمپ بنزین ها، جایگاه های CNG، پالایشگاه ها و شرکت های پتروشیمی و همچنین خطوط انتقال مایعات و گازهای قابل انفجار یا اشتعال استفاده می شود. 
برای حصول اطمینان از عملکرد صحیح این نوع اسپارک گپ ها استانداردهای مختلفی وجود دارد که معتبرترین آن ها استاندارد ATEX و BET می باشد. 

## سرگرمی‌های بصری

### نردبان ژاکوب
نردبان ژاکوب، وسیله ایست که می‌تواند یک قطار پیوسته از اسپارکهای بالارونده را ایجاد کند. این اسپارک گپ توسط دو سیم ایجاد می‌شوند که تقریباً عمودی قرار گرفته‌اند ولی اگر دقیق تر نگاه شود این دو سیم یک شکل V مانند که شیب کمی دارد را ایجاد کرده‌اند و هر بار که جرقه زده می‌شود جریان الکتریکی برقرار می‌شود و با توجه به اینکه یونیزاسیون و عبور جریان از هوا گرما ایجاد می‌کند هوای آنجا گرم می‌شود و چون چگالی کمتری دارد به سمت بالا حرکت می‌کند و به این ترتیب یک خط از این جرقه به صورت بالارونده ایجاد می‌شود. وقتی فاصله از یک حد خاص بیشتر شود، جرقه و جریان قطع می‌شود. (شکست الکتریکی را ببینید)